# 日本の喫煙に関する法令一覧
日本の喫煙に関する法令一覧（にほんのきつえんにかんするほうれいいちらん）は、日本におけるタバコおよびその喫煙・吸煙に言及する法令の一覧。

## 現行法令
平成24年（2012年）5月現在の現行法令。

### 主要な法令
タバコ及び喫煙に関する主要な法令。

#### 明治
- 二十歳未満ノ者ノ喫煙ノ禁止ニ関スル法律（明治33年（1900年）3月7日法律第33号）
- 鉄道営業法（明治33年3月16日法律第65号）

#### 大正
- 軌道運輸規程（大正12年（1923年）12月29日鉄道省令第4号）

#### 昭和
- 消防法（昭和23年（1948年）7月24日法律第186号）
- 日本国とアメリカ合衆国との間の相互協力及び安全保障条約第六条に基づく施設及び区域並びに日本国における合衆国軍隊の地位に関する協定の実施に伴うたばこ事業法等の臨時特例に関する法律（制定題名: 日本国とアメリカ合衆国との間の安全保障条約第三条に基く行政協定の実施に伴うたばこ専売法等の臨時特例に関する法律）（昭和27年（1952年）4月28日法律第114号）
  - 件名改正:
    - 日本国とアメリカ合衆国との間の相互協力及び安全保障条約第六条に基づく施設及び区域並びに日本国における合衆国軍隊の地位に関する協定の実施に伴うたばこ専売法等の臨時特例に関する法律
- たばこ専売法（昭和24年（1949年）5月28日法律第111号）
- 地方税法（昭和25年（1950年）7月31日法律第226号）
- 奄美群島の復帰に伴うたばこ専売法等の適用の暫定措置等に関する政令（昭和28年（1953年）12月24日政令第406号）
- 労働者災害補償保険法施行規則（昭和30年（1955年）9月1日労働省令第22号）
- 旅客自動車運送事業運輸規則（昭和31年（1956年）8月1日運輸省令第44号）
- たばこ耕作組合法（昭和33年（1958年）5月2日法律第135号）
- たばこ耕作組合法施行規則（昭和33年（1958年）5月2日大蔵省令第22号）
- たばこ耕作組合が不動産の所有権を取得する場合における登録税の免除に関する省令（昭和33年（1958年）5月2日大蔵省令第23号）
- 沖縄のたばこ製造廃止業者等に対する特別の交付金の交付に関する省令（昭和47年（1972年）5月11日大蔵省令第40号）
- 沖縄のたばこ製造廃止業者等に対する特別の交付金の交付に関する政令（昭和47年（1972年）4月27日政令第97号）
- たばこ事業法（昭和59年（1984年）8月10日法律第68号）
- たばこ事業法施行令（昭和60年（1985年）3月5日政令第21号）
- たばこ事業法施行規則（昭和60年（1985年）3月5日大蔵省令第5号）
- たばこ事業法等の施行に伴う関係法律の整備等に関する法律（昭和59年（1984年）8月10日法律第71号）
- たばこ事業法等の施行に伴う関係政令の整備等に関する政令（昭和60年（1985年）3月5日政令第24号）
- たばこ事業法等の施行に伴う関係省令の整備等に関する省令（昭和60年（1985年）3月5日大蔵省令第7号）
- 日本たばこ産業株式会社法（登録略称: JT法）（昭和59年（1984年）8月10日法律第69号）
- たばこ税法（制定題名: たばこ消費税法）（昭和59年（1984年）8月10日法律第72号）
- たばこ税法施行令（制定題名: たばこ消費税法施行令）（昭和60年（1985年）1月25日政令第5号）
- たばこ税法施行規則（昭和60年（1985年）1月25日大蔵省令第1号）
- 日本たばこ産業株式会社法施行令（登録略称: JT法施行令）（昭和60年（1985年）3月5日政令第22号）
- 日本たばこ産業株式会社法施行規則（登録略称: JT法施行規則）（昭和60年（1985年）4月1日大蔵省令第18号）

#### 平成
- たばこ煙中に含まれるタール量及びニコチン量の測定方法（平成元年（1989年）10月12日大蔵省告示第174号）
- 国の所有に係る日本たばこ産業株式会社の株式の処分に関する政令（登録略称: JT株処分政令）（平成6年（1994年）7月20日政令第248号）
- たばこ事業法施行規則に基づき財務大臣が定める事項（平成10年（1998年）3月17日大蔵省告示第74号）
- たばこ特別税に関する省令（平成10年（1998年）10月28日大蔵省令第122号）
- たばこ特別税に関する政令（平成10年（1998年）10月28日政令第345号）
- 財務省設置法（平成11年（1999年）7月16日法律第95号）
- 健康増進法（平成14年（2002年）8月2日法律第103号）
- 健康増進法施行規則（平成15年（2003年）4月30日厚生労働省令第86号）
- タール量及びニコチン量の測定が著しく困難であるとして財務大臣が定める紙巻等たばこ（平成15年（2003年）11月13日財務省告示第666号）
- たばこ事業法施行規則第三十六条第七項に基づき財務大臣が定める事項（平成15年（2003年）12月25日財務省告示第710号）
- たばこ事業法施行規則第三十六条第十一項に基づき財務大臣が定める事項（平成15年（2003年）12月25日財務省告示第711号）
- たばこの規制に関する世界保健機関枠組条約（通称: たばこ規制枠組み条約、たばこ規制枠組条約）（平成17年（2005年）2月2日条約第3号）
- たばこの規制に関する世界保健機関枠組条約の当事国等（日本国等）（平成17年（2005年）2月2日外務省告示第68号)
- 地方税法第四百八十五条の十三第一項に規定する全国の市町村たばこ税の額の合計額（平成17年（2005年）4月1日総務省告示第412号）
- 地方税法施行規則第十六条の四の四第一項に規定する平成十六年度の全国の市町村たばこ税の額の合計額として総務大臣が定める額（平成18年（2006年）4月3日総務省告示第222号）
- がん対策基本法（平成18年（2006年）6月23日法律第98号）
- 特定健康診査及び特定保健指導の実施に関する基準（平成19年（2007年）12月28日厚生労働省令第157号）

### その他の法令
タバコ及び喫煙に関するその他の法令。

#### 国際連合軍・アメリカ合衆国軍
- 日本国とアメリカ合衆国との間の相互協力及び安全保障条約第六条に基づく施設及び区域並びに日本国における合衆国軍隊の地位に関する協定の実施に伴う関税法等の臨時特例に関する法律（制定題名: 日本国とアメリカ合衆国との間の安全保障条約第三条に基く行政協定の実施に伴う関税法等の臨時特例に関する法律）（昭和27年（1952年）4月28日法律第112号）
- [[日本国とアメリカ合衆国との間の相互協力及び安全保障条約第六条に基づく施設及び区域並びに日本国における合衆国軍隊の地位に関する協定の実施に伴う関税法等の臨時特例に関する法律施行令]]（制定題名: 日本国とアメリカ合衆国との間の安全保障条約第三条に基く行政協定の実施に伴う関税法等の臨時特例に関する法律施行令）（昭和27年（1952年）4月28日政令第125号）
- 日本国における国際連合の軍隊の地位に関する協定の実施に伴う所得税法等の臨時特例に関する法律（昭和29年（1954年）6月1日法律第149号）

#### 小笠原諸島・沖縄復帰
- 小笠原諸島の復帰に伴う大蔵省関係法令の適用の暫定措置等に関する政令（昭和43年（1968年）6月24日政令第202号）
- 沖縄の復帰に伴う特別措置に関する法律（昭和46年（1971年）12月31日法律第百129号）
- 沖縄の復帰に伴う国税関係以外の大蔵省関係法令の適用の特別措置等に関する政令（昭和47年（1972年）5月1日政令第150号）
- 沖縄の復帰に伴う国税関係法令の適用の特別措置等に関する政令（昭和四47年（1972年）5月1日政令第151号）

#### 医療
- 医療法施行規則（昭和23年（1948年）11月5日厚生省令第50号）
- 薬機法施行規則（昭和36年（1961年）2月1日厚生省令第1号）

#### 労働
- 労働安全衛生規則（昭和47年（1972年）9月30日労働省令第32号）
- 鉛中毒予防規則（昭和47年（1972年）9月30日労働省令第37号）
- 特定化学物質障害予防規則（昭和47年（1972年）9月30日労働省令第39号）
- 石綿障害予防規則（平成17年（2005年）2月24日厚生労働省令第21号）

#### 火薬類・ガス
- 火薬類取締法（昭和25年（1950年）5月4日法律第149号）
- 火薬類取締法施行令（昭和25年（1950年）10月31日政令第323号）
- 火薬類の運搬に関する内閣府令（昭和35年（1960年）12月28日総理府令第65号）
- 火薬類運送規則（昭和36年（1961年）1月24日運輸省令第1号）
- 一般高圧ガス保安規則（昭和41年（1966年）5月25日通商産業省令第53号）
- 特定排出者の事業活動に伴う温室効果ガスの排出量の算定に関する省令（平成18年（2006年）3月29日経済産業省・環境省令第3号）

#### 電離放射線
放射性物質を経口摂取するおそれのある場所における喫煙禁止に関する法令。
- 核原料物質又は核燃料物質の製錬の事業に関する規則（昭和32年（1957年）12月9日総理府・通商産業省令第1号）
- 試験研究の用に供する原子炉等の設置、運転等に関する規則（昭和32年（1957年）12月9日総理府令第83号）
- 核燃料物質の使用等に関する規則（昭和32年（1957年）12月9日総理府令第84号）
- 放射性同位元素等による放射線障害の防止に関する法律施行規則（昭和35年（1960年）9月30日総理府令第56号）
- 放射性医薬品の製造及び取扱規則（昭和36年（1961年）2月1日厚生省令第4号）
- 人事院規則一〇―五（職員の放射線障害の防止）（昭和38年（1963年）9月25日人事院規則10―5）
- 核燃料物質の加工の事業に関する規則（昭和41年（1966年）7月19日総理府令第37号）
- 核原料物質の使用に関する規則（昭和43年（1968年）7月20日総理府令第46号）
- 使用済燃料の再処理の事業に関する規則（昭和46年（1969年）3月27日総理府令第10号）
- 家内労働法施行規則（昭和45年（1970年）9月30日労働省令第23号）
- 電離放射線障害防止規則（昭和47年（1972年）9月30日労働省令第41号）
- 実用舶用原子炉の設置、運転等に関する規則（昭和53年（1978年）12月28日運輸省令第70号）
- 実用発電用原子炉の設置、運転等に関する規則（昭和53年（1978年）12月28日通商産業省令第77号）
- 核燃料物質又は核燃料物質によつて汚染された物の第二種廃棄物埋設の事業に関する規則（昭和63年（1988年）1月13日総理府令第1号）
- 核燃料物質又は核燃料物質によつて汚染された物の廃棄物管理の事業に関する規則（昭和63年（1988年）11月7日総理府令第47号）
- 獣医療法施行規則（平成4年（1992年）8月25日農林水産省令第44号）
- 使用済燃料の貯蔵の事業に関する規則（平成12年（2000年）6月16日通商産業省令第112号）
- 核燃料物質の受託貯蔵に関する規則（平成12年（2000年）11月6日総理府令第125号）
- 鉱山保安法施行規則（平成16年（2004年）9月27日経済産業省令第96号）
- 核燃料物質又は核燃料物質によって汚染された物の第一種廃棄物埋設の事業に関する規則（平成20年（2008年）3月28八日経済産業省令第23号）
- 東日本大震災により生じた放射性物質により汚染された土壌等を除染するための業務等に係る電離放射線障害防止規則（平成23年（2011年）12月22日厚生労働省令第152号）

#### 海運・航空
- 船員法（昭和22年（1947年）9月1日法律第100号）
- 港則法（昭和23年（1948年）7月15日法律第174号）
- 海上運送法施行規則（昭和24年（1949年）8月31日運輸省令第49号）
- 空港管理規則（昭和27年（1952年）7月3日運輸省令第44号）
- 航空法（昭和27年（1952年）7月15日法律第231号）
- 船員労働安全衛生規則（昭和39年（1964年）7月31日運輸省令第53号）
- 船員電離放射線障害防止規則（昭和48年（1973年）6月23日運輸省令第21号）

#### 経済・財政
- 会計検査院事務総局事務分掌及び分課規則（昭和22年（1947年）5月3日会計検査院規則第3号）
- 地方財政法（昭和23年（1948年）7月7日法律第109号）
- 補助金等に係る予算の執行の適正化に関する法律施行令（昭和30年（1955年）9月26日政令第255号）
- 昭和四十五年国富調査のための家計資産調査規則（昭和45年（1970年）11月10日総理府令第43号）
- 一般会計における債務の承継等に伴い必要な財源の確保に係る特別措置に関する法律（平成10年（1998年）10月19日法律第137号）
- 経済産業省組織令（平成12年（2000年）6月7日政令第254号）
- 特別会計に関する法律（平成19年（2007年）3月31日法律第23号）

#### 税
- 関税定率法（明治43年（1910年）4月15日法律第54号）
- 災害被害者に対する租税の減免、徴収猶予等に関する法律（昭和22年（1947年）12月13日法律第175号）
- 相続税法（昭和25年（1950年）3月31日法律第73号）
- 関税法（昭和29年（1954年）4月2日法律第61号）
- 輸入品に対する内国消費税の徴収等に関する法律（昭和30年（1955年）6月30日法律第37号）
- 国税徴収法（昭和34年（1959年）4月20日法律第147号）
- 国税通則法（昭和37年（1962年）4月2日法律第66号）
- 普通交付税に関する省令（昭和37年（1962年）8月20日自治省令第17号）
- 関税定率法施行規則（昭和44年（1969年）3月31日大蔵省令第16号）

#### 事業
- 風俗営業等の規制及び業務の適正化等に関する法律（昭和23年（1948年）7月10日法律第122号）
- 身体障害者福祉法（昭和24年（1949年）12月26日法律第283号）
- 母子及び父子並びに寡婦福祉法（昭和39年（1964年）7月1日法律第129号）
- 輸入の促進及び対内投資事業の円滑化に関する臨時措置法施行令第四条の事業を定める省令（平成4年7月15日厚生省・農林水産省・通商産業省・運輸省令第2号）
- 特定国際種事業に係る届出等に関する省令（平成7年（1995年）6月14日総理府・通商産業省令第2号）
- 小売業に属する事業を行う者の容器包装の使用の合理化による容器包装廃棄物の排出の抑制の促進に関する判断の基準となるべき事項を定める省令（平成18年（2006年）12月1日財務省・厚生労働省・農林水産省・経済産業省令第1号）

#### 商品
- 意匠法施行規則（昭和35年（1960年）3月8日通商産業省令第12号）
- 商標法施行令（昭和35年（1960年）3月8日政令第19号）
- 絶滅のおそれのある野生動植物の種の保存に関する法律施行規則（平成5年（1993年）3月29日総理府令第9号）
- 容器包装に係る分別収集及び再商品化の促進等に関する法律施行令（平成7年（1995年）12月14日政令第411号）

#### 行政機関・公務員
- 人事院規則九―四〇（期末手当及び勤勉手当）（昭和38年（1963年）12月20日人事院規則9―40）
- 人事院規則一七―〇（管理職員等の範囲）（昭和41年（1966年）7月9日人事院規則17―0）
- 国家公務員及び公共企業体職員に係る共済組合制度の統合に伴う国家公務員共済組合法の長期給付の特例に関する政令（昭和59年（1984年）3月17日政令第36号）
- 日本学術会議傍聴規則（昭和61年（1986年）4月26日日本学術会議規則第1号）

#### 警察
- 行刑累進処遇令（昭和8年（1933年）10月25日司法省令第35号）
- アルコール売捌規則（昭和12年（1937年）4月1日大蔵省令第11号）
- 警察庁組織令（昭和29年（1954年）6月30日政令第180号）
- 被疑者留置規則（昭和32年（1957年）8月22日国家公安委員会規則第4号）
- 被収容者処遇規則（昭和56年（1981年）11月10日法務省令第59号）
- 少年警察活動規則（平成14年（2002年）9月27日国家公安委員会規則第20号）
- 公益通報者保護法別表第八号の法律を定める政令（平成17年（2005年）4月1日政令第146号）
- 警察留置場における受刑者の処遇に関する命令（平成18年（2006年）5月23日内閣府・法務省令第6号）
- 刑事施設及び被収容者の処遇に関する規則（平成18年（2006年）5月23日法務省令第57号）
- 海上保安留置施設及び海上保安被留置者の処遇に関する規則（平成19年（2007年）5月25日国土交通省令第61号）
- 国家公安委員会関係刑事収容施設及び被収容者等の処遇に関する法律施行規則（平成19年（2007年）5月25日内閣府令第42号）
- インターネット異性紹介事業を利用して児童を誘引する行為の規制等に関する法律施行令（平成20年（2008年）11月7日政令第346号）

## 廃止法令
平成24年（2012年）5月現在の廃止法令。
- 煙草税則（明治21年（1888年）4月7日勅令第20号）: 葉煙草専売法（明治29年（1896年）3月28日法律第35号）により廃止
- 警視庁北海道庁府県税務監督局税務署専売局及集治監判任官中月俸十五円未満ノ者特別任用ノ件（制定件名: 警視庁北海道庁府県及集治監判任官中月俸十二円未満ノ者特別任用ノ件）（明治26年（1893年）10月31日勅令第196号）: 警視庁、北海道庁、府県、監獄、税務監督局、税務署及専売局判任官中月俸二十円未満ノ者ノ特別任用ニ関スル件（明治43年（1910年）5月5日勅令第217号）により廃止
  - 件名改正:
    - 警視庁北海道庁府県及集治監判任官中月俸十二円未満ノ者特別任用ノ件
    - 警視庁北海道庁府県税務管理局及集治監判任官中月俸十二円未満ノ者特別任用ノ件
    - 警視庁北海道庁府県税務管理局葉煙草専売所及集治監判任官中月俸十二円未満ノ者特別任用ノ件
    - 警視庁北海道庁府県税務管理局葉煙草専売所及集治監判任官中月俸十五円未満ノ者特別任用ノ件
    - 警視庁北海道庁府県税務管理局専売局及集治監判任官中月俸十五円未満ノ者特別任用ノ件
    - 警視庁北海道庁府県税務監督局税務署専売局及集治監判任官中月俸十五円未満ノ者特別任用ノ件
    - 警視庁北海道庁府県税務監督局税務署専売局樟脳事務局及集治監判任官中月俸十五円未満ノ者特別任用ノ件
    - 警視庁北海道庁府県税務監督局税務署煙草専売局樟脳事務局及集治監判任官中月俸十五円未満ノ者特別任用ノ件
    - 警視庁北海道庁府県税務監督局税務署煙草専売局樟脳事務局塩務局及集治監判任官中月俸十五円未満ノ者特別任用ノ件
- 陸軍兵営及葉煙草取扱所ノ建築材料ヲ御料局ヨリ買受クルトキ随意契約ノ件（明治29年（1896年）10月3日勅令第317号）: 政府ニ於テ建築工作其ノ他直接事業ニ要スル材料ニ関スル随意契約ノ件（明治38年（1905年）9月4日勅令第202号）により廃止
- 葉煙草専売法（明治29年（1896年）3月28日法律第35号） - 明治31年（1898年）施行: 実効性喪失
- 葉煙草専売資金会計法（明治29年（1896年）4月11日法律第79号）: 葉煙草専売資金会計法廃止ニ関スル法律（明治32年（1899年）3月2日法律第31号）により廃止
- 臨時葉煙草取扱所建築部官制（明治29年（1896年）10月12日勅令第327号）: 臨時葉煙草取扱所建築部官制廃止ノ件（明治32年（1899年）3月24日勅令第59号）により廃止
- 葉煙草専売資金会計規則（明治30年（1897年）3月29日勅令第53号）: 葉煙草専売資金会計法廃止ニ関スル法律（明治32年（1899年）3月2日法律第31号）により廃止
- 煙草製造営業者煙草税現金収納ニ関スル法律（明治30年（1897年）4月1日法律第40号）: 大蔵省関係法令の整理に関する法律（昭和29年（1954年）5月22日法律第121号）により廃止
- 葉煙草専売所官制（明治30年（1897年）4月28日勅令第121号）: 専売局官制（明治32年（1899年）4月22日勅令第170号）により廃止
- 葉煙草専売所職員俸給令（明治30年（1897年）4月28日勅令第124号）: [[高等官官等俸給令中改正製鉄所職員官等俸給令、港務局職員官等俸給令、海員審判所職員官等俸給令、帝国図書館高等官官等俸給令、逓信省所属職員俸給令、水産講習所職員官等俸給令、税務管理局職員俸給令、造幣局印刷局税関職員俸給令、葉煙草専売所職員俸給令及臨時沖縄県土地整理事務局事務官官等俸給ノ件、農事試験場技師林務官鉱山監督官鉱山監督署技師官等俸給ノ件、大蔵省鑑定官及大蔵省鑑定官補俸給ノ件、貴族院衆議院書記官長並書記官年俸ノ件廃止ノ件]]（明治31年（1898年）10月22日勅令第309号）により廃止
- 葉煙草専売法ヲ施行セサル地方ニ関スル件（明治30年（1897年）6月3日勅令第169号）: 実効性喪失
- 専売局見習員ニ関スル件（制定件名: 葉煙草専売所見習員ニ関スル件）（明治30年（1897年）6月10日勅令第178号）: 煙草専売局見習員ニ関スル件（明治37年（1904年）5月25日勅令第161号）により廃止
- 葉煙草専売所職員ノ任用ニ関スル件（明治30年（1897年）6月10日勅令第179号）: 専売局職員特別任用令（明治32年（1899年）4月22日勅令第175号）により廃止
- 煙草製造営業者煙草税現金収納ニ関スル件（明三〇法四〇）ノ施行ニ関スル規程（明治30年（1897年）10月6日勅令第340号）: 実効性喪失
- 葉煙草保管証亡失及売渡代金延納ニ関スル件（明治30年（1897年）10月22日勅令第375号）: 実効性喪失
- 専売局ニ於テ臨時雇員使用ノ件（制定件名: 葉煙草専売所ニ於テ臨時雇員使用ノ件）（明治30年（1897年）12月13日勅令第441号）: 失効
- 不用煙草印紙処分ニ関スル件（明治30年（1897年）12月18日勅令第452号）: 印紙ヲ以テスル歳入金納付ニ関スル件（大正9年（1920年）6月24日勅令第190号）により廃止
- 葉煙草専売所ニ葉煙草売渡ノトキ契約書省略ノ件（明治31年（1898年）2月16日勅令第25号）: 煙草専売局ニ於テ煙草ノ売渡ヲ為ストキ契約書省略ニ関スル件（明治37年（1904年）5月25日勅令第163号）により廃止
- 税務監督局属、税務署属及専売局書記俸給ノ件（制定件名: 税務属及葉煙草専売所属俸給ノ件）（明治31年（1898年）10月22日勅令第315号）: 判任官俸給令（明治43年（1910年）3月28日勅令第135号）により廃止
  - 件名改正:
    - 税務属及専売局属及専売局監視ノ俸給ニ関スル件
    - 税務属及専売局属俸給ノ件
    - 税務属、専売局属及樟脳事務局属俸給ノ件
    - 税務属煙草専売局属及樟脳事務局属ノ俸給ニ関スル件
    - 税務属煙草専売局属樟脳事務局属及塩務局属ノ俸給ノ件
    - 税務属煙草専売局書記樟脳事務局属及塩務局属ノ俸給ニ関スル件
    - 税務属煙草専売局書記ノ俸給ニ明治二十六年勅令第百八十二号ヲ適用スルノ件
- 関税定率法ニ依ル輸入物品従量税目中刻煙草ヲ台湾ニ施行セサルモノニ関スル件（明治31年（1898年）12月23日勅令第355号）: 実効性喪失
- 葉煙草競争売渡ニ関スル件（明治32年（1899年）3月2日勅令第45号）: 実効性喪失
- 製造煙草輸出交付金ニ関スル法律（明治32年（1899年）3月22日法律第74号）: 大蔵省関係法令の整理に関する法律（昭和29年（1954年）5月22日法律第121号）により廃止
- 葉煙草専売法違犯事件ニ関スル法律（明治32年（1899年）4月17日法律第98号）: 葉煙草専売法違犯事件ニ関スル法律（明治33年（1900年）3月17日法律第68号）により全改 - 実効性喪失
- 専売局官制施行ノ際ニ於ケル葉煙草専売所属及技手ニ関スル件（明治32年（1899年）4月22日勅令第176号）: 実効性喪失
- 葉煙草専売法犯則処分ニ関スル書類送達ノ件（明治32年（1899年）5月23日勅令第211号）: 実効性喪失
- 政府ニ於テ輸入ノタメ葉煙草ヲ買入ルルトキ随意契約ノ件（明治32年（1899年）6月2日勅令第221号）: 煙草製造専売ニ要スル外国産煙草器具機械其ノ他購入ノ場合ニ於ケル随意契約ニ関スル件（明治37年（1904年）4月15日勅令第116号）により廃止
- 明治三十二年法律第七十四号（製造煙草輸出交付金ニ関スル件）施行ニ関スル件（明治32年（1899年）7月12日勅令第341号）: 大蔵省関係法令の整理に関する法律（昭和29年（1954年）5月22日法律第121号）により消滅
- 法人ニ於テ租税及葉煙草専売ニ関シ事犯アリタル場合ニ関スル法律（明治33年（1900年）3月13日法律第52号）: 民法の一部を改正する法律の施行に伴う関係法律の整備等に関する法律（平成11年（1999年）12月8日法律第151号）により廃止
- 葉煙草専売法違犯事件ニ関スル法律（明三三法六八）施行規則トシテ間接国税犯則者処分法施行規則ヲ準用スルノ件（明治33年（1900年）3月23日勅令第53号）: 実効性喪失
- 葉煙草耕作地区域ニ関スル件（明治33年（1900年）11月12日勅令第396号）: 大蔵省設置法等の施行に伴う政令等の整理に関する政令（昭和24年（1949年）5月31日政令第149号）により廃止
- 葉煙草専売法ニ依リ異議申立人ノ負担スヘキ費用及鑑定人ノ手当旅費ノ件（明治34年（1901年）6月19日大蔵省令第11号）: 煙草専売法（明治37年（1904年）4月1日法律第14号）により失効
- 煙草製造業者組合規則（明治34年（1901年）7月15日大蔵省令第15号）: 煙草専売法（明治37年（1904年）4月1日法律第14号）により失効
- 専売局売渡葉煙草蔵置規程（明治36年（1903年）1月27日大蔵省令第2号）: 煙草専売法（明治37年（1904年）4月1日法律第14号）により失効
- 煙草専売法（明治37年（1904年）4月1日法律第14号）: たばこ専売法（昭和24年（1949年）5月28日法律第111号）により全改
- たばこ専売法（昭和24年（1949年）5月28日法律第111号）: たばこ事業法（昭和59年（1984年）8月10日法律第68号）により廃止
- 臨時煙草製造準備局官制（明治37年（1904年）4月14日勅令第113号）: 大蔵省臨時建築部官制（明治38年（1905年）9月27日勅令第211号）により廃止
- 煙草製造専売ニ要スル外国産煙草器具機械其ノ他購入ノ場合ニ於ケル随意契約ニ関スル件（明治37年（1904年）4月15日勅令第116号）: 煙草製造専売ニ要スル諸物件、労力供給ノ請負等ニ関スル随意契約ノ件（明治38年（1905年）12月29日勅令第289号）により廃止
- 臨時煙草製造準備局事務官任用ノ件（明治37年（1904年）4月22日勅令第127号）: 実効性喪失
- 煙草専売法ヲ施行セサル地方ニ関スル件（明治37年（1904年）4月29日勅令第133号）: 大蔵省設置法等の施行に伴う政令等の整理に関する政令（昭和24年（1949年）5月31日政令第149号）により廃止
- 煙草専売局官制（明治37年（1904年）5月25日勅令第152号）: 煙草専売局官制（明治39年（1906年）11月28日勅令第295号）により全改
- 煙草専売局官制（明治39年（1906年）11月28日勅令第295号）: 専売局官制（明治40年（1907年）9月26日勅令第304号）により廃止
- 煙草専売局煙草製造所職員ノ手当及年功加俸ニ関スル件（明治37年（1904年）5月25日勅令第155号）: 勤勉手当給与令（大正9年（1920年）11月22日勅令第545号）により廃止
- 煙草専売局官制施行ノ際ニ於ケル専売局属及専売局技手ニ関スル件（明治37年（1904年）5月25日勅令第157号）: 実効性喪失
- 煙草専売局ニ於ケル臨時雇員使用ノ件（明治37年（1904年）5月25日勅令第158号）: 実効性喪失
- 煙草専売局職員特別任用令（明治37年（1904年）5月25日勅令第159号）: 専売局判任職員特別任用令（明治40年（1907年）9月28日勅令第308号）により廃止
- 煙草専売局見習員ニ関スル件（明治37年（1904年）5月25日勅令第161号）: 専売局見習員ニ関スル件（明治40年（1907年）9月28日勅令第309号）により廃止
- 煙草専売局ニ於テ煙草ノ売渡ヲ為ストキ契約書省略ニ関スル件（明治37年（1904年）5月25日勅令第163号）: 専売用物件及労力供給ニ関スル随意契約ノ件（大正3年（1914年）1月17日勅令第3号）により廃止
- 煙草専売法ノ施行ニ関シ間接国税犯則者処分法施行規則ヲ準用シ及収税官吏又ハ税務署長ニ属スル職務ヲ行フヘキ官吏指定ノ件（明治37年（1904年）5月25日勅令第164号）: 煙草専売法、塩専売法、粗製樟脳、樟脳油専売法違反事件ニ関スル件（明治40年（1907年）9月30日勅令第311号）により廃止
- 煙草専売法第四十条ニ依リ国税徴収法ヲ準用スル場合ニ関スル件（明治37年（1904年）6月16日勅令第169号）: 大蔵省設置法等の施行に伴う政令等の整理に関する政令（昭和24年（1949年）5月31日政令第149号）により廃止
- 煙草製造及塩加工所ノ現業ニ従事スル判任官及雇員ノ勤勉手当ニ関スル件（制定件名: 煙草製造所ノ現業ニ従事スル判任官及雇員ノ勤勉手当ニ関スル件）（明治37年（1904年）6月16日勅令第170号）: 勤勉手当給与令（大正9年（1920年）11月22日勅令第545号）により廃止
  - 件名改正: 
    - 煙草製造ノ現業ニ従事スル判任官及雇員ノ勤勉手当ニ関スル件
- 政府ノ工場外ニ於テ煙草ノ製造作業ヲ為サシムルトキ随意契約ニ依ルコトヲ得ルノ件（明治37年（1904年）6月28日勅令第178号）: 会計規則（大正11年（1922年）1月9日勅令第1号）により廃止
- 煙草専売局及製鉄所据置運転資本補足ニ関スル法律（明治38年（1905年）2月16日法律第17号）: 作業会計法外十法律中改正法律（昭和19年（1944年）2月15日法律第14号）により廃止
- 煙草製造専売ニ要スル諸物件、労力供給ノ請負等ニ関スル随意契約ノ件（明治38年（1905年）12月29日勅令第289号）: 煙草製造専売ニ要スル諸物件ノ購入売却等ニ関スル随意契約ノ件（明治42年（1909年）5月25日勅令第139号） により廃止
- 輸出製造煙草買受代金延納ニ関スル件（明治40年（1907年）4月30日勅令第165号）: 政府ヨリ売払フ代金ノ延納ニ関スル件（大正10年（1921年）8月8日勅令第374号）により廃止
- 煙草専売法、塩専売法、粗製樟脳、樟脳油専売法違反事件ニ関スル件（明治40年（1907年）9月30日勅令第311号）: アルコール専売法の違反事件に関する政令（昭和23年（1948年）8月17日政令第236号）により廃止
- 法人ニ於テ租税及葉煙草専売ニ関シ事犯アリタル場合ニ関スル件（明三三法五二）ヲ台湾ニ施行スルノ件（明治40年（1907年）10月1日勅令第317号）: 実効性喪失
- 刑事施設ニ於ケル刑事被告人ノ収容等ニ関スル法律施行規則（制定題名: 監獄法施行規則）（明治41年（1908年）6月16日司法省令第18号）: 刑事施設及び受刑者の処遇等に関する法律施行規則の一部を改正する省令（平成19年（2007年）5月25日号外法務省令第35号）（施行平成19年6月1日）により廃止
- 煙草専売法ヲ樺太ニ施行スルノ件（明治42年（1909年）5月1日勅令第121号）: 大蔵省設置法等の施行に伴う政令等の整理に関する政令（昭和24年（1949年）5月31日政令第149号）により廃止
- 煙草製造専売ニ要スル諸物件ノ購入売却等ニ関スル随意契約ノ件（明治42年（1909年）5月25日勅令第139号）: 専売用物件及労力供給ニ関スル随意契約ノ件（大正3年（1914年）1月17日勅令第3号）により廃止
- 関東州煙草税令 （大正11年（1922年）4月15日勅令第199号）: 実効性喪失
- 朝鮮総督府税務署長、収税官吏、道警察官吏及税関官吏ノ朝鮮煙草専売令犯則処分ニ関スル職権ノ件（大正13年（1924年）2月12日勅令第16号）: 実効性喪失
- 南満洲鉄道附属地煙草税令（昭和11年（1936年）6月22日勅令第118号）: 帝国ノ満洲国ニ於ケル治外法権ノ撤廃及南満洲鉄道附属地行政権ノ移譲ニ際シ関東局部内臨時職員設置制其ノ他ノ勅令中改正等ノ件（昭和12年（1937年）12月1日勅令第685号）により廃止
- 未成年者喫煙禁止法及未成年者飲酒禁止法ヲ朝鮮、台湾及樺太ニ施行スルノ件（昭和13年（1938年）3月26日勅令第145号）: 実効性喪失
- 南洋群島煙草税令（昭和13年（1938年）4月20日勅令第269号）: 実効性喪失
- 製造たばこ「新生」の価格の改定に関する法律（昭和23年（1948年）5月10日法律第41号）: 製造たばこの定価の決定又は改定に関する法律の一部を改正する法律（昭和24年（1949年）4月26日法律第35号）により廃止
- 製造たばこの定価の決定又は改定に関する法律（昭和23年（1948年）7月2日法律第84号）: 製造たばこ定価法（昭和40年（1965年）6月3日法律第122号）により廃止
- 昭和二十八年六月及び七月の大水害並びに同年八月及び九月の風水害による被害たばこ耕作者に対する資金の融通に関する特別措置法（制定題名: 昭和二十八年六月及び七月における水害による被害たばこ耕作者に対する資金の融通に関する特別措置法）（昭和28年（1953年）8月15日法律第220号）: 行政事務の簡素合理化に伴う関係法律の整理及び適用対象の消滅等による法律の廃止に関する法律（昭和57年（1982年）7月23日法律第69号）により廃止
- アルコール専売法の違反事件に関する政令（制定題名: たばこ専売法等の違反事件に関する政令）（昭和23年（1948年）8月17日政令第236号）: アルコール専売法施行令（昭和30年（1955年）7月16日政令第127号）により廃止
- 昭和二十八年六月及び七月の大水害並びに同年八月及び九月の風水害による被害たばこ耕作者に対する資金の融通に関する特別措置法施行令（昭和28年（1953年）11月30日政令第369号）: 行政事務の簡素合理化に伴う関係法律の整理及び適用対象の消滅等による法律の廃止に関する法律（昭和57年（1982年）7月23日法律第69号）により消滅
- たばこ耕作組合登記令（昭和33年（1958年）5月2日政令第108号）: 組合等登記令（昭和39年（1964年）3月23日政令第29号）により廃止
- 地区たばこ耕作組合の地区を定める政令（昭和33年（1958年）5月2日政令第109号）: たばこ耕作組合法施行令（昭和47年（1972年）6月22日政令第232号）により廃止
- たばこ耕作審議会令（昭和33年（1958年）7月29日政令第232号）: たばこ事業法等の施行に伴う関係政令の整備等に関する政令（昭和60年（1985年）3月5日政令第24号）により廃止
- オリンピック東京大会の準備等に必要な資金に充てるための寄附金付き製造たばこの販売に関する法律（昭和38年（1963年）3月25日法律第27号）: 行政事務の簡素合理化に伴う関係法律の整理及び適用対象の消滅等による法律の廃止に関する法律（昭和57年（1982年）7月23日法律第69号）により廃止
- 製造たばこ定価法（昭和40年（1965年）6月3日法律第122号）: たばこ事業法（昭和59年（1984年）8月10日法律第68号）により廃止
- 製造たばこの暫定最高価格の決定に用いる算式等を定める政令（昭和58年（1983年）1月28日政令第7号）: たばこ事業法等の施行に伴う関係政令の整備等に関する政令（昭和60年（1985年）3月5日政令第24号）により廃止
- たばこ事業等審議会令（昭和60年（1985年）3月5日政令第25号）: 中央省庁等改革に伴い関係政令等を廃止する政令（平成12年（2000年）6月7日政令第314号）により廃止

## 条例

### 喫煙に関する条例の総称
- 火災予防条例
- 青少年保護育成条例
- ポイ捨て禁止条例
- 路上喫煙禁止条例
- 受動喫煙防止条例

### 各地方自治体別の条例
昇順は北部から。
- 自動販売機等の適正配置に関する条例（通称: 屋外タバコ自販機撤去条例）（平成13年（2001年）成立）: 深浦町自動販売機の適正な設置及び管理に関する条例（平成17年（2005年）3月31日条例第95号）に改正
- 深浦町自動販売機の適正な設置及び管理に関する条例（平成17年（2005年）3月31日条例第95号）: 現行条例
- 札幌市たばこの吸い殻及び空き缶等の散乱の防止等に関する条例（平成16年（2004年）12月14日条例第44号）: 現行条例
- 神奈川県公共的施設における受動喫煙防止条例（平成21年（2009年）3月31日条例第27号）: 現行条例
- 兵庫県受動喫煙の防止等に関する条例（平成24年（2012年）3月21日兵庫県条例第18号）: 平成25年（2013年）4月1日施行
- 美しく快適な大分県づくり条例（平成16年（2004年）3月31日大分県条例第20号）: 現行条例